# The Secret of NIMH
The Secret of NIMH (en España, NIMH, el mundo secreto de la señora Brisby; en Hispanoamérica, Una ratoncita valiente) es una película de animación de 1982, producida por Aurora Productions y Don Bluth Productions, distribuida por United Artists y dirigida por Don Bluth. Está basada en la novela Mrs. Frisby and the Rats of NIMH, de Robert C. O'Brien. Fue el primer largometraje de animación dirigido por Bluth, famoso técnico de animación y director de películas animadas que más tarde continuaría dirigiendo largometrajes de animación como Fievel y el nuevo mundo (1986), En busca del valle encantado (1988), Todos los perros van al cielo (1989) o Anastasia (1997), entre otras.

## Argumento

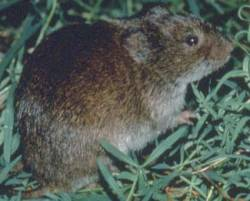
Ratón de campo, Microtus pennsylvanicus, aproximadamente 10 cm

La Sra. Brisby es una tímida ratona de campo que vive en un bloque con sus hijos en la granja de la familia Fitzgibbons. Está preparando el traslado de su familia fuera del campo en el que viven ya que se acerca el tiempo de la labranza, sin embargo, su hijo Timothy ha caído enfermo. Por ello decide visitar al Sr. Cronos, otro ratón y viejo amigo de su difunto marido, que le proporciona un medicamento de su laboratorio y le advierte de que Timothy debe guardar reposo durante por lo menos tres semanas o de lo contrario morirá. En su camino de vuelta a casa la Sra. Brisby se encuentra con Jeremy, un cuervo torpe pero compasivo, al que salva de las garras del gato de la finca, Dragón.
Al día siguiente, y antes de lo previsto, el arado del campo comienza. Aunque la Sra. Brisby es capaz de detener al tractor sabe que el granjero lo arreglará y volverá de nuevo al campo al día siguiente, por lo que necesita ayuda para trasladar su casa con su familia dentro. Con la ayuda de Jeremy deciden buscar el consejo del Gran Búho, una criatura sabía que vive en los bosques cercanos. El Gran Búho les aconseja visitar a un misterioso grupo de ratas que viven bajo el rosal de la granja y preguntar por un Nicodemus.

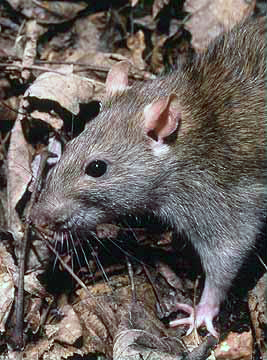
Rata común, Rattus norvegicus, aproximadamente 25 cm

La Sra. Brisby se dirige al lugar donde viven las ratas para descubrir, con asombro, que estas son capaces de usar la electricidad y la tecnología humana. Con la ayuda de Justin, el amable capitán de la guardia de las ratas la Sra. Brisby se encuentra con Nicodemo, su líder sabio y místico. Nicodemo le cuenta que las ratas han escapado de Instituto Nacional de Salud Mental (NIMH por sus siglas en inglés - National Institute of Mental Health). En dicho instituto los animales eran sometidos a distintos experimentos, en concreto, el destinado a las ratas y los ratones consiguió aumentar su inteligencia a niveles humanos, lo que les permitió leer los carteles de las jaulas y descubrir cómo huir de dicho instituto. En la huida la mayoría de los ratones acaban absorbidos por los conductos de ventilación sobreviviendo sólo Jonathan Brisby (el difunto marido de la Sra. Brisby) y el Sr. Cronos (el médico). Jonathan además es el que facilita la huida de las ratas, ya que por su reducido tamaño puede colarse por las rejas que cierran las salidas del instituto y abrirlas desde fuera.
Nicodemus le cuenta a la Sra. Brisby que su plan es dejar la granja y abandonar la dependencia de los humanos dejando de robar su electricidad, también le cuenta cómo murió su marido Jonathan, tratando de drogar al gato de la granja para permitir que las ratas se pudieran mover libremente por ella. Por último le da un amuleto que contiene un poder mágico cuando su portador es valiente.
En recuerdo de la gratitud que las ratas guardan por Jonathan estas deciden ayudar a la Sra. Brisby a mover su casa para apartarla del camino del arado. La Sra. Brisby también accede a ser ella la encargada de drogar al gato de los Fitzgibbon, Dragón, de forma que las acciones a llevar a cabo puedan realizarse con seguridad. Esta tarea sólo puede realizarse por ratones porque son los únicos suficientemente pequeños para entrar por la rendija que da acceso a la casa.
Durante la noche la Sra. Brisby es capaz de poner la droga en el plato de comida del gato, pero es capturada por Billy, el hijo de los Fitzgibbon, que la guarda en una jaula para pájaros. Mientras está en la jaula la Sra. Brisby escucha una conversación entre el granjero y representantes del NIMH que siguen buscando las ratas que escaparon. En esa conversación el NIMH consigue el permiso del granjero para exterminar las ratas que viven en el rosal. La Sra. Brisby consigue escapar de la jaula y corre a avisar a las ratas de que deben abandonar de inmediato su refugio.
Mientras tanto las ratas llevan a cabo un complejo mecanismo que permite sostener mediante cuerdas la casa de la Sra. Brisby (con su familia dentro) y trasladarla a un lugar más seguro. Pero una de las ratas, Jenner, y su cómplice Sullivan, aprovechan la ocasión para cortar las cuerdas del complejo mecanismo haciendo que éste caiga sobre Nicodemus matándolo. La idea de Jenner es hacerse de esta forma con el poder e impedir los planes de abandonar la granja de Nicodemus, ya que su intención es permanecer en el rosal.
La Sra. Brisby llega para advertirles de que es un error permanecer en el rosal, ya que los miembros de NIMH van a venir al día siguiente para exterminarlas a todas. Jenner la ataca para hacerla callar, lo que desemboca en una batalla a espada entre Jenner y Justin. Sullivan, el cómplice de Jenner, arrepentido por lo que ha hecho salva la vida de Justin matando a Jenner con un cuchillo y falleciendo poco después por las heridas de la pelea.
En ese instante la Sra. Brisby se da cuenta de que su casa se está hundiendo en el lodo, con sus hijos dentro, y a pesar de los esfuerzos de las ratas, estas se ven incapaces de evitar que se hunda. Sin embargo, la voluntad de salvar a sus hijos da poder al amuleto que Nicodemus le dio a la Sra. Brisby permitiéndole levantar la casa del barro y moverla a un lugar a salvo del arado.
A la mañana siguiente las ratas abandonan definitivamente el rosal en dirección al Valle Ortiga, con Justin como nuevo líder. Timothy empieza a recuperarse de su enfermedad y Jeremy, el torpe cuervo, encuentra una pareja tan torpe como él con la que se aleja volando.

## Reparto Original
- Elizabeth Hartman - Sra. Brisby
- John Carradine - "The Great Owl"
- Dom DeLuise - Jeremy
- Derek Jacobi - Nicodemus
- Arthur Malet - Sr. Ages
- Hermione Baddeley - "Auntie Shrew"
- Peter Strauss - Justin
- Paul Shenar - Jenner
- Shannen Doherty - Teresa
- Jodi Hicks - Cynthia
- Wil Wheaton - Martin
- Ian Fried - Timothy
- Tom Hatten - Sr. Fitzgibbons
- Lucille Bliss - Sra. Fitzgibbons
- Joshua Lawrence - Billy Fitzgibbons

## Doblajes en español

### (Primer Doblaje 1982)
- Sra. Brisby - Diana Santos
- Teresa Brisby - Cony Madera
- Martin Brisby - Rocío Garcel
- Timothy Brisby - Diana Santos
- Cynthia Brisby - Tony Assael
- Jeremías - Arturo Mercado
- El Gran Búho, Cantante - Carlos Petrel
- Justin - Carlos Segundo
- Jenner - Álvaro Tarcicio
- Sr. Cronos - Francisco Colmenero
- Tía Angustia - Carmen Donna-Dío
- Nicodemus - Esteban Siller
- Sr. Fitzgibbons - Luis Puente
- Sra. Fitzgibbons - Nancy MacKenzie
- Billy - Cristina Camargo
- Sullivan - Jesse Conde
- Sra. Correcta - María Santander

### (Segundo Doblaje 1997)
- Sra. Brisby - Rocío Garcel
- Teresa Brisby - Mónica Estrada
- Martin Brisby, Timmy Brisby - Alan Fernando Velázquez
- Cynthia Brisby - Alondra Hidalgo
- Jeremy - Gerardo Reyero
- El Gran Búho - Mario Sauret
- Justin - Herman López
- Jenner - Humberto Solorzano
- Sr. Anciano - Martín Soto
- Tía Musaraña - Loretta Santini
- Nicodemus - Braulio Zertuche
- Sra. Fitzgibbons - Norma Iturbe
- Billy - Carlos Hugo Hidalgo
- Sullivan - Roberto Colucci
- Sra. Correcta - Maggie Vera
- Consejero 1 - César Soto
- Consejero 2 - Gabriel Chávez
- Cantante - Ricardo Silva

## Premios y candidaturas
Academia de Ciencia Ficción, Fantasía y Películas de Terror, EE. UU. (Premio Saturno)
| Año  | Categoría                  | Director  | Resultado |
| 1983 | Mejor Película Animada     | Don Bluth | Ganador   |
| 1983 | Mejor Película de Fantasía | Don Bluth | Candidato |

Premios a Jóvenes Artistas
| Año  | Categoría                                                  | Director  | Resultado |
| 1983 | Mejor Característica Familiar: Animada, Musical o Fantasía | Don Bluth | Candidato |